# Gymnogobius opperiens
Gymnogobius opperiens is een straalvinnige vissensoort uit de familie van grondels (Gobiidae). De wetenschappelijke naam van de soort is voor het eerst geldig gepubliceerd in 2002 door Stevenson.